# 3970 Herran
3970 Herran eller 1979 ME9 är en asteroid i huvudbältet som upptäcktes den 28 juni 1979 av den chilenske astronomen Carlos R. Torres på Cerro El Roble. Den har fått sitt namn efter Jose Antonio Ruiz de la Herran Villagomez.
Asteroiden har en diameter på ungefär 8 kilometer och den tillhör asteroidgruppen Maria.